# مناخ لوس أنجلوس

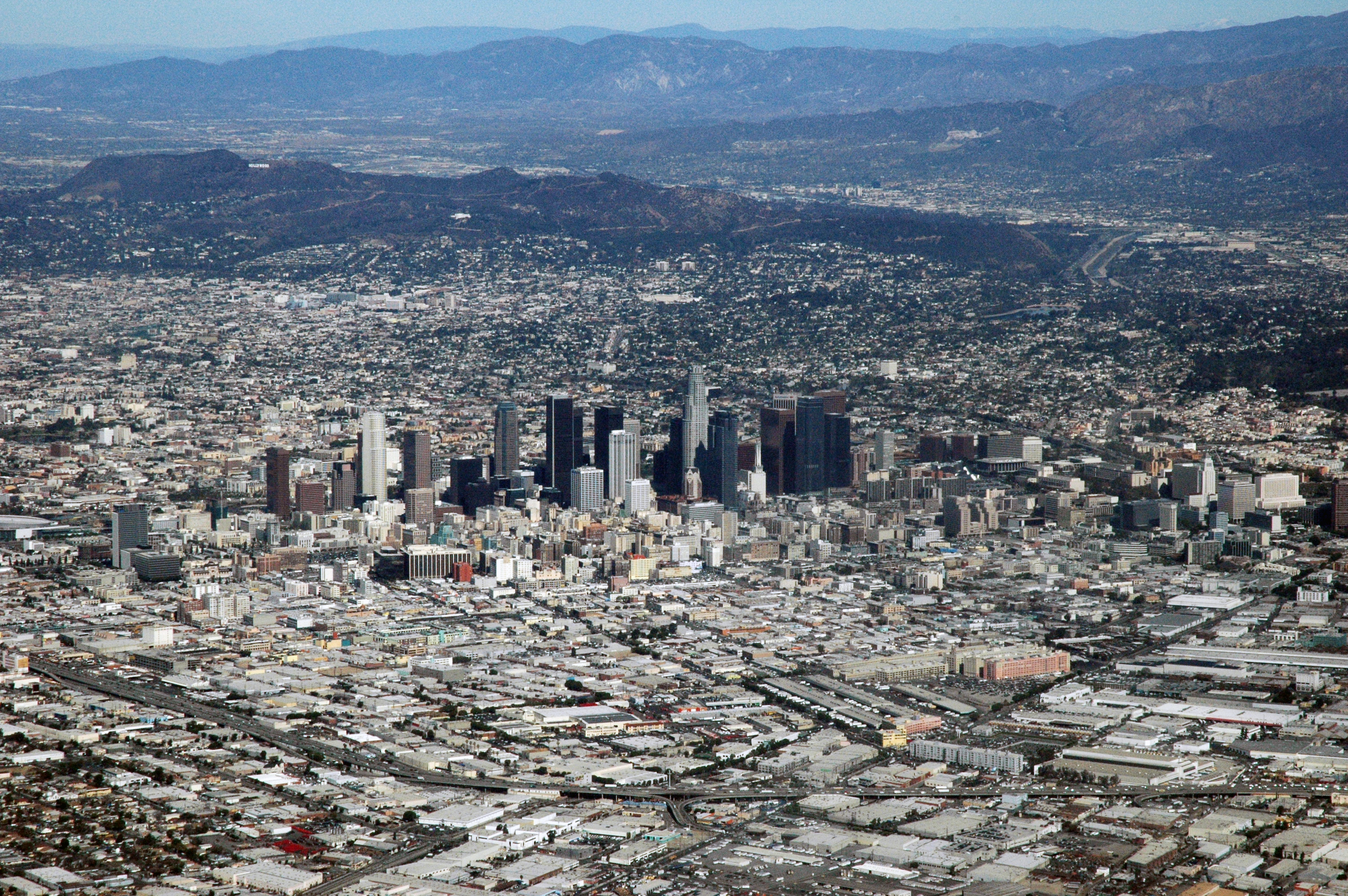
وسط مدينة لوس أنجلوس في يوم مشمس مثالي وطقس صاف

يُشير مناخ لوس أنجلوس إلى التوزيع الإحصائي لأحوال الغلاف الجوي للأرض على الأراضي الوطنية في مدينة لوس أنجلوس بالولايات المتحدة الأمريكية، استنادًا إلى متوسطات وتقلبات الكميات ذات الصلة خلال فترة زمنية محددة، حيث حددت المنظمة العالمية للأرصاد الجوية فترة مرجعية قياسية مدتها 30 عامًا. ويستند تحديد خصائص المناخ إلى قياسات إحصائية سنوية وشهرية للبيانات الجوية المحلية، مثل درجة الحرارة، والضغط الجوي، ومعدل هطول الأمطار، وأشعة الشمس، والرطوبة، وسرعة الرياح. كما يُؤخذ في الاعتبار تكرار الظواهر الجوية والظواهر الاستثنائية.
تتتميّز مدينة لوس أنجلوس بمناخ معتدل إلى حار على مدار العام، وجاف معظم أيام السنة، تقع معظم أجزاء مدينة لوس أنجلوس في منطقة المناخ المحيطي ومنطقة المناخ شبه القاحل، لذا تتسم المدينة بتغيرات موسمية في معدلات هطول الأمطار حيث يكون فصل الصيف في لوس أنجلوس جافًا، بينما يكون فصل الشتاء ممطرًا. وتضمّ المناطق الساحلية في مدينة لوس أنجلوس، بحسب تصنيف كوبن للمناخ، مناطق مناخ السهوب شبه الجاف، ومناطق مناخ البحر الأبيض المتوسط الصيفي البارد، بينما تضمم المناطق الداخلية من المدينة إلى مناطق مناخ السهوب شبه الجاف ومناطق مناخ صيف البحر الأبيض المتوسط الحار.
تتميز مدينة لوس أنجلوس كذلك بمناخات محلية متنوعة، حيث يمكن أن تتفاوت درجات الحرارة خلال النهار بما يصل إلى 36 درجة فهرنهايت (20 درجة مئوية) بين المناطق الداخلية من المدينة مثل وادي سان فرناندو أو وادي سان غابرييل، وحوض لوس أنجلوس الساحلي. نادرًا ما تتساقط الثلوج خلال فصل الشتاء في مدينتي بالمديل ولانكستر الواقعتين في أقصى شمال مقاطعة لوس أنجلوس، وإن كانت الثلوج تتساقط فيهما بمعدلات أكثر من المدن الأخرى في المقاطعة، نظرًا لارتفاعهما الذي يبلغ حوالي 760 مترًا (2500 قدمًا) فوق مستوى سطح البحر، بينما يكون فصل الصيف في المدينتين أكثر حرارة من بقية مناطق المقاطعة.

## التصنيف
| المخطط المناخي        | الوصف                                   |
| --------------------- | --------------------------------------- |
| تصنيف كوبن للمناخ     | مناخ صيف البحر الأبيض المتوسط الحار     |
| تصنيف كوبن للمناخ     | مناخ البحر الأبيض المتوسط الصيفي البارد |
| تصنيف كوبن للمناخ     | مناخ السهوب شبه الجاف                   |
| تصنيف مناخ تريوارثا   | مناخ صيفي جاف شبه استوائي               |
| تصنيف مناخ أليسوف     | مناخ شبه استوائي                        |
| تصنيف سترالر للمناخ   | مناخ البحر الأبيض المتوسط               |
| تصنيف ثورنثويت للمناخ | مناخ شبه قاحل دافئ ومتوسط الحرارة       |
| تصنيف نيف للمناخ      | الجانب الغربي/مناخ ممطر شتاءًا           |